# Gometz-la-Ville
Gometz-la-Ville  [ɡomɛt̪s la vil] je francouzská obec v departementu Essonne v regionu Île-de-France.

## Poloha
Obec Gometz-la-Ville se nachází asi 26 km jihozápadně od Paříže. Obklopují ji obce Gif-sur-Yvette na severu, Gometz-le-Châtel na severovýchodě a na východě, Janvry na jihovýchodě, Briis-sous-Forges na jihu, Limours na jihozápadě, Les Molières na západě a Saint-Rémy-lès-Chevreuse na severozápadě.

## Pamětihodnosti
- Kostel sv. Heřmana z Paříže postavený ve 12. století

## Vývoj počtu obyvatel
Počet obyvatel

## Partnerská města
- High Ham, Spojené království